# Zeitschrift für Gestaltpädagogik
Die Zeitschrift für Gestaltpädagogik ist das Organ der Gestaltpädagogischen Vereinigung – GPV e.V. Sie wurde 1991 gegründet und erschien zunächst als Gestaltpädagogik ausschließlich für die Mitglieder im Eigenverlag der GPV e.V., von 2000 bis 2002 im Klinkhardt-Verlag und seit 2002 im Verlag EHP – Verlag Andreas Kohlhage.
Die Zeitschrift ist sowohl Abonnementszeitschrift mit Einzelheftverkauf im Buchhandel, als auch Mitgliederzeitschrift der GPV e.V. Sie beschäftigt sich mit zentralen Themen der Gestaltpädagogik in Theorie und praktischer Anwendung. Jede Ausgabe ist einem Schwerpunktthema gewidmet und wird auch als Einzelpublikation unter einer eigenen ISBN geführt.